# Coptops purpureomixta
Coptops purpureomixta là một loài bọ cánh cứng trong họ Cerambycidae.